# Макропод чорний
Чо́рний макропо́д (Macropodus spechti), макропод конколор — тропічний прісноводний вид риб з родини осфронемових (Osphronemidae), підродина макроподові (Macropodusinae).
Видова назва spechti дана на честь П. Шпехта (нім. P. Specht), німецького акваріуміста, що жив у французькому портовому містечку Гавр. Він отримав перші екземпляри цих риб, що прибули до Європи, й подарував їх Е. Алю (нім. E. Ahl), В. Шрайтмюллеру (нім. W. Schreitmüller) та Британському музею природознавства.
В. Шрайтмюллер описав цей вид на основі акваріумних зразків риб. Тільки зовсім недавно цей вид був «відкритий» у дикій природі. Опис Фрейгофа і Гердера (Freyhof & Herder, 2002) задовольняє всім сучасним стандартам таксономії риб, він супроводжується точними даними місцевості, інформацією про морфологію й забарвлення на основі диких зразків, даними про середовище проживання, містить кольорові фотографії живих риб та їх середовища проживання.
Акваріумістам чорний макропод відомий під своїм нині недійсним синонімом Macropodus concolor.

## Опис
За формою чорний макропод дуже нагадує звичайного макропода (Macropodus opercularis), але його тіло стрункіше й більш витягнуте, а лоб увігнутий, а не випуклий. Губи великі, зяброві кришки по краях мають зубчики. Риби мають великі спинний, анальний і хвостовий плавці, що відразу кидається в очі. Хвостовий плавець роздвоєний, його верхні і нижні промені витягнуті й загострені. Черевні плавці ниткоподібні. У спинному плавці 11-15 твердих і 4-9 м'яких променів, в анальному 16-20 твердих і 11-15 м'яких. У бічній лінії 27-32 луски. Хребців 27-30.
В акваріумі самці можуть сягати 12 см, а самки 8 см завдовжки.
Основне забарвлення варіює від блідо-жовтого до сіро-коричневого, без смуг. Луски мають темну облямівку, що створює на тілі сітчастий малюнок. Його інтенсивність залежить від міри збудження риб. Анальний плавець біля краю може бути темний або чорний, особливо у великих екземплярів. Рідше, також у більших риб, спостерігається вузька біла облямівка непарних плавців. Кінцівки черевних плавців червоні. Іноді на зябрових кришках можна побачити темну пляму. Більш помітною є темна горизонтальна смужка, що з'єднує задній край ока із заднім краєм зябрових кришок.
Самець більший за самку, спинний, анальний і хвостовий плавці в нього довші, перш за все їхні кінці. За забарвленням самці та самки практично не відрізняються, особливо молодь. Самки мають трохи товстіше й світліше черево.
У період нересту забарвлення самця помітно густішає, воно стає майже чорним, з червоними черевними плавцями й блакитно-білою облямівкою плавців. Самки, навпаки, світлішають, на тілі в них з'являються неправильної форми коричневі поперечні смуги.
У віці 3 місяці молоді рибки мають смугастий малюнок, який з віком щезає.

## Номенклатурні питання
Мала місце номенклатурна дискусія стосовно видової назви чорного макропода.
Проблема була закладена у липні 1936 року, коли акваріуміст В. Шрайтмюллер передав зоологу Ернсту Алю два екземпляри нового виду райської рибки для їх визначення та опису. Тим часом він сам опублікував в акваріумному виданні ілюстрацію та загальний опис нової риби під назвою Macropodus opercularis var. spechti. Трохи згодом, у листопаді того ж року, в очікуванні на опис Е. Аля, який на той час вже друкувався, В. Шрайтмюллер знову згадує цю рибу, але вже під назвою Macropodus opercularis concolor Ahl. Опис Е. Аля нової риби під назвою Macropodus opercularis concolor був опублікований наступного 1937 року.
Довгий час чорний макропод уважався лише підвидом райської рибки (звичайного макропода) Macropodus opercularis concolor. Згодом науковими дослідженнями було встановлено, що він є окремим видом.
Назва Macropodus opercularis var. spechti була забута, натомість назва Macropodus concolor Ahl, 1937 широко використовувалась в акваріумній літературі. 2002 року Й. Фрейгоф і Ф. Гердер провели ревізію роду Macropodus і при цьому застосували до чорного макропода назву Macropodus spechti, посилаючись на правила Міжнародного кодексу зоологічної номенклатури (англ. ICZN). Це рішення викликало ряд заперечень. Врешті комісія ICZN розглянула це питання і постановила, що для чорного макропода (англ. Black Paradise Fish) з родини Osphronemidae стосовно видової назви зберігається пріоритет для Macropodus spechti Schreitmüller, 1936. Пропозиція затвердити у цій якості його молодший об'єктивний синонім Macropodus concolor Ahl, 1937 не була підтримана.

## Поширення
Вид поширений у центральних районах В'єтнаму. Зокрема він був виявлений у провінціях Куангнам, Тхиатхьєн-Хюе, Куангбінь та в околицях міста Дананг, але повна інформація про поширення виду відсутня. Тривала політична ізоляція Соціалістичної Республіки В'єтнам заважала широким дослідженням диких популяцій риб на території цієї країни й не дозволяла пролити світло на темні моменти, що існують.
Іноді зустрічається інформація, що цей вид водиться також на Малайському півострові або на острові Калімантан. Проте вона не відповідає дійсності й пов'язана з хибною інформацією першого імпортера, на основі якої в описі виду помилково була зазначена як типова місцевість Нідерландська Індія (тепер Індонезія).
У деяких районах було зафіксоване симпатричне існування чорного (M. spechti) та звичайного (M. opercularis) макроподів. Проте, хоча ці види водяться в одних і тих самих водних системах, вони ніколи не траплялися в одному біотопі одночасно. M. spechti зустрічається переважно у верхів'ях річок, а M. opercularis більше в їхній нижній течії.
Чорний макропод водиться в гірських річках і бокових ділянках великих річок, на рисових полях, в іригаційних каналах, невеличких ставках, болотах тощо. Мешкає на ділянках з повільною течією та щільною рослинністю. Параметри води: показник pH 6,5-7,8; твердість до 20 dH; температура 20-26 °C.

## Біологія

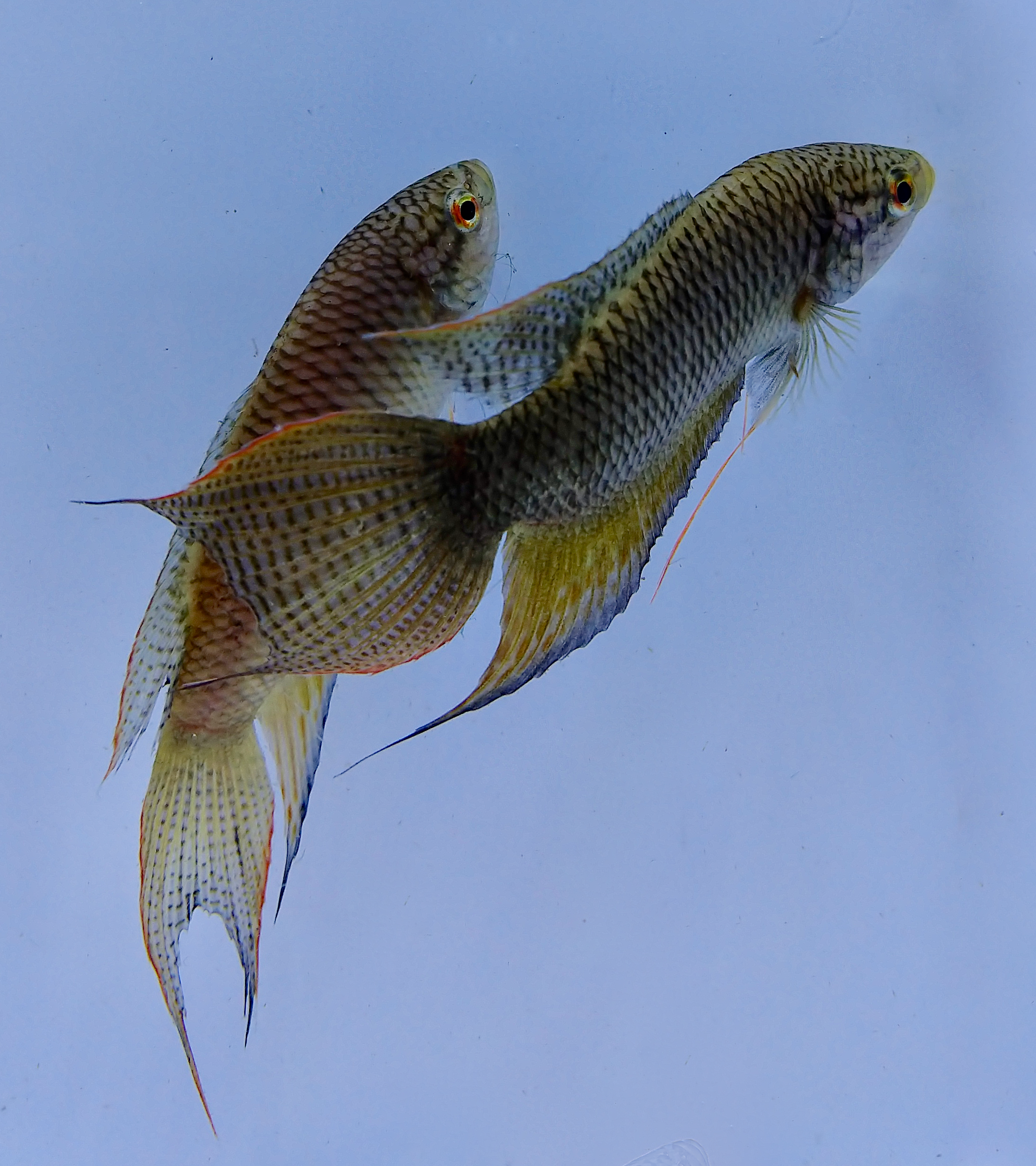
Поєдинок двох самців чорного макропода.

Macropodus spechti, як і інші представники підряду Anabantoidei, має лабіринтовий орган, який дозволяє рибам дихати атмосферним повітрям і виживати в умовах поганої якості води.
У природі чорні макроподи харчуються личинками комах і дрібними рибками.
Ікру відкладають у гнізда з піни. Самець, що «вдягає» в цей час шлюбне забарвлення, будує на поверхні води серед плавучих рослин доволі велике гніздо, яке складається з порівняно великих бульбашок. Ці обслинені бульбашки повітря самець формує в роті, а тоді випускає їх до гнізда. Коли гніздо буде готове, самець починає залицятися до самки, демонструючи свої розправлені спинний, анальний та хвостовий плавці й заманює свою «подругу» до гнізда. Нерест відбувається під гніздом у типових для лабіринтових риб обіймах, коли самець обгортає своє тіло навколо самки. Ікру відкладають окремими порціями. Процес повторюється, поки самка не відкладе всю ікру.
Ікринки містять глобулу жиру, тому, легші за воду, вони спливають вгору до гнізда, самець там впорядковує їх. Догляд за потомством здійснює самець, самка може допомагати йому.
Мальки чорних макроподів перший час дихають зябрами. Лише через декілька тижнів у них формується лабіринтовий апарат, і молодь починає використовувати для дихання атмосферне повітря, періодично спливаючи за черговим ковтком до поверхні.
Визрівають чорні макроподи у віці 6-7 місяців. Тривалість життя в акваріумних умовах становить 5-8 років.

## Утримання в акваріумі
Уперше в Європі ці риби з'явилися 1935 року, а в колишньому СРСР — у 1958 році.
Чорні макроподи рідко зустрічаються в торгівлі акваріумними рибами, але іноді молодих риб можна за невисоку ціну придбати в інтернеті від імпортерів або селекціонерів.
Для утримання цих риб потрібні просторі акваріуми з густою рослинністю місткістю щонайменше 80 літрів. Це може бути акваріум без підігріву з температурою води в межах 20-25 °C, її хімічний склад суттєвого значення не має. Вид витривалий і невибагливий. Годують макроподів переважно різноманітними живими кормами, на додаток можна запропонувати сухі та штучні корми. На відміну від звичайних макроподів, чорні є порівняно мирними рибами, й вони більше підходять до спільного акваріума.
У нерестову добу самці стають агресивними, сильно б'ються між собою й становлять небезпеку для сусідів. Тому для розведення пару відсаджують до окремого нерестовища. Тут має бути густа рослинність, що надасть самці необхідні схованки. Чорні макроподи легко розводяться. Нерест стимулюють додаванням м'якої води, підвищенням температури та зниженням рівня води. Відразу після закінчення нересту самку забирають з нерестовища, а самця залишають доглядати за гніздом та приплодом. Коли мальки попливуть, їх починають годувати. Батько їм більше не потрібен, і його забирають із нерестовища.

## Відео
- Macropodus spechti на YouTube by Miguel Figueiredo
- Macropodus spechti на YouTube by SantissimoSavonarola
- Macropodus Concolor breeding preparations....Black Paradise fish на YouTube by Mihai Ursescu
- Macropodus spechti with fry на YouTube by Miguel Figueiredo